# Raspenava
Raspenava (německy Raspenau) je město v okrese Liberec v Libereckém kraji, ve Frýdlantském výběžku. Rozkládá se ve Frýdlantské pahorkatině, tvořící severozápadní podhůří Jizerských hor, přibližně tři až šest kilometrů jihovýchodně od Frýdlantu. Ve městě žije přibližně 2 800 obyvatel.
Městem protékají říčka Smědá, Lomnice, Sloupský potok, Libverdský potok, Pekelský potok a Holubí potok. Nadmořská výška katastrálního území se pohybuje od 320 do 800 metrů.

## Název
Název města znamená ves na Raspově nivě a je odvozen od původního německého rytířského jména.

## Historie
První písemná zmínka o Raspenavě pochází z roku 1346. Když se roku 1962 sloučila s obcemi Luh a Lužec, byla u této příležitosti povýšena na město.
První osadníci v okolí Raspenavy pocházeli patrně z Lužice. Původní vesnice se rozkládala pouze na levém břehu Smědé a snad pro odlišení od sousedních obcí na břehu pravém nesla jméno Wildenau (Divoká niva). Těmito vesnicemi byly Luh (Mildenau – mírná niva) a Lužec (Mildeneichen – nivička). Společně s osadou Peklo, která nesla od roku 1784 úřední název Karolinino Údolí na počest manželky majitele panství Karoliny J. Clam-Gallasové, byly tyto obce roku 1962 spojeny v město Raspenava.

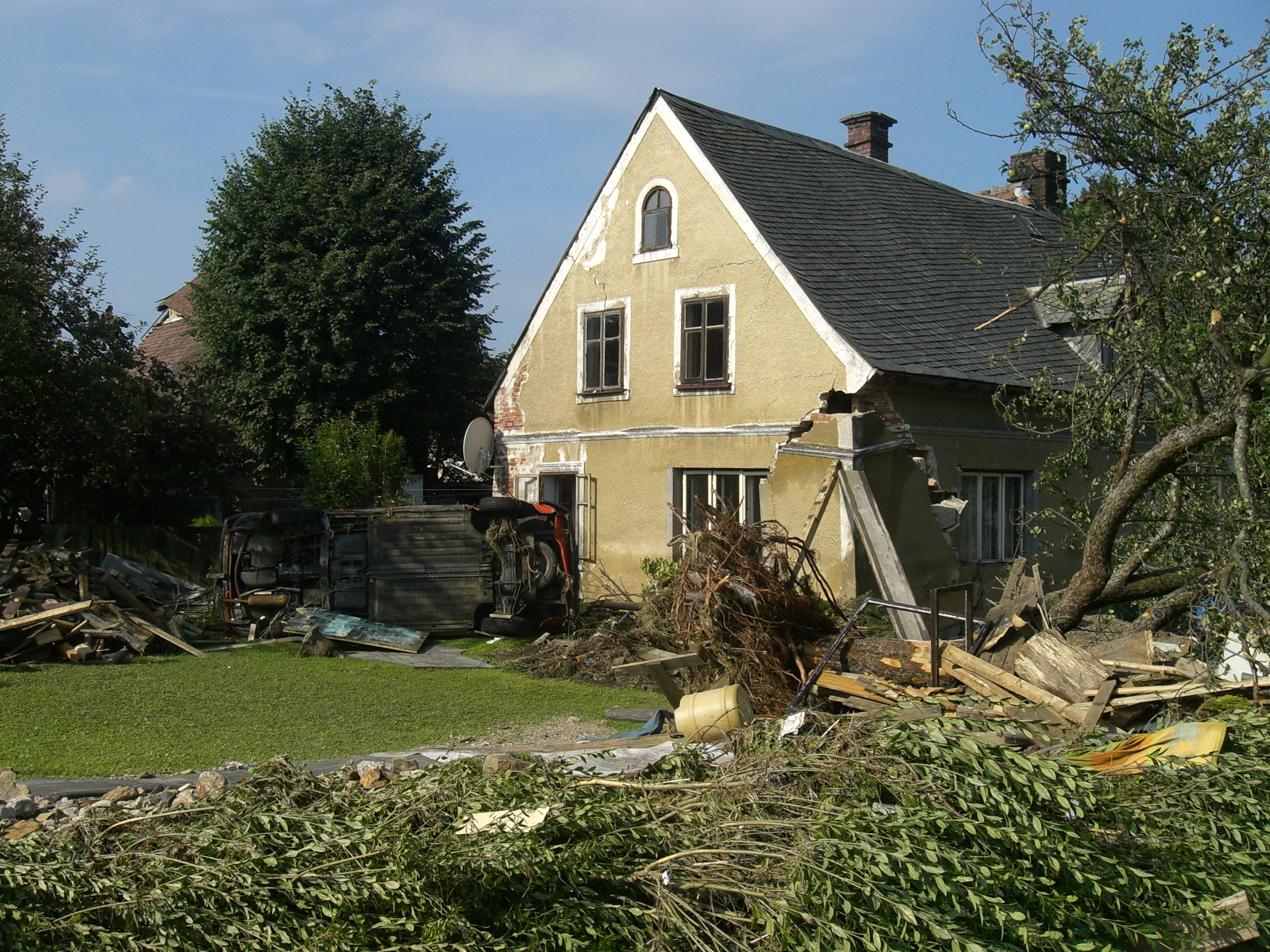
Poškozená budova v Raspenavě po povodni v roce 2010

Vesnice měla původně zemědělský charakter, později se zde rozvinul také průmysl zpracování nerostných surovin. Od roku 1512 stál na soutoku Smědé a Sloupského potoka hamr a železárna zpracovávající místní i dováženou rudu. Na Vápenném vrchu byla také vápenka.
Dne 7. srpna 2010 byla velká část obce zasažena a ochromena bleskovými povodněmi, kdy se při nich rozvodnila řeka Smědá společně se Sloupským potokem.

## Přírodní poměry
- Národní přírodní rezervace Jizerskohorské bučiny (vč. bývalých NPR Poledník a NPR Stržový vrch)
- přírodní památky Hadí kopec aVápenný vrch
- Památné stromy:
  - Buk Na Hrázi
  - Buk Na Kopečku
  - Buk u křížku na Pekelském vrchu – Sluneční buk
  - Čapkův dub pod Chlumem
  - Dub letní v Luhu
  - Linda v Raspenavě
  - Filipova lípa
  - Lužecký klen

## Obyvatelstvo
| Rok            | 1869  | 1880  | 1890  | 1900  | 1910  | 1921  | 1930  | 1950  | 1961  | 1970  | 1980  | 1991  | 2001  | 2011  | 2021  |
| -------------- | ----- | ----- | ----- | ----- | ----- | ----- | ----- | ----- | ----- | ----- | ----- | ----- | ----- | ----- | ----- |
| Počet obyvatel | 4 012 | 4 179 | 4 266 | 4 647 | 4 764 | 4 262 | 4 359 | 3 012 | 3 197 | 3 106 | 2 963 | 2 708 | 2 847 | 2 847 | 2 730 |
| Počet domů     | 584   | 615   | 649   | 749   | 785   | 808   | 856   | 856   | 678   | 663   | 626   | 676   | 713   | 721   | 768   |

## Městský znak
Rada městského národního výboru se na svém zasedání konaném 28. ledna 1975 rozhodla za znak města používat štít s vyobrazením hradební zdi se třemi věžemi, které symbolizují tři původní obce, jejichž spojením město vzniklo. Následujícího roku schválilo podobu znaku plénum městského národního výboru na zasedání konaném 24. srpna 1976.
Na znaku se v červeném štítě do jeho poloviny nachází stříbrná hradební zeď z kvádrů, která je zakončena deseti stínkami cimbuří. Ve střední části je polokruhově zaklenutá brána, která má zavřená zlatá vrata. Nad zdí jsou patrné tři široké věže z kvádrů stříbrné barvy, přičemž prostřední z nich převyšuje zbylé dvě krajní a je zakončena římsou s plochou zlatou kupolovitou střechou. Obě boční věže jsou na svých vrcholech zakončeny třemi stínkami.

## Doprava
Městem prochází železniční trať z Liberce do Frýdlantu a začíná v něm železniční trať Raspenava – Bílý Potok pod Smrkem vedoucí údolím Smědé. Na území Raspenavy má kromě výchozí stanice Raspenava ještě zastávky Luh pod Smrkem a Lužec pod Smrkem, pokračuje přes Hejnice do zastávky Bílý Potok pod Smrkem.

## Pamětihodnosti
- Přírodní park Peklo

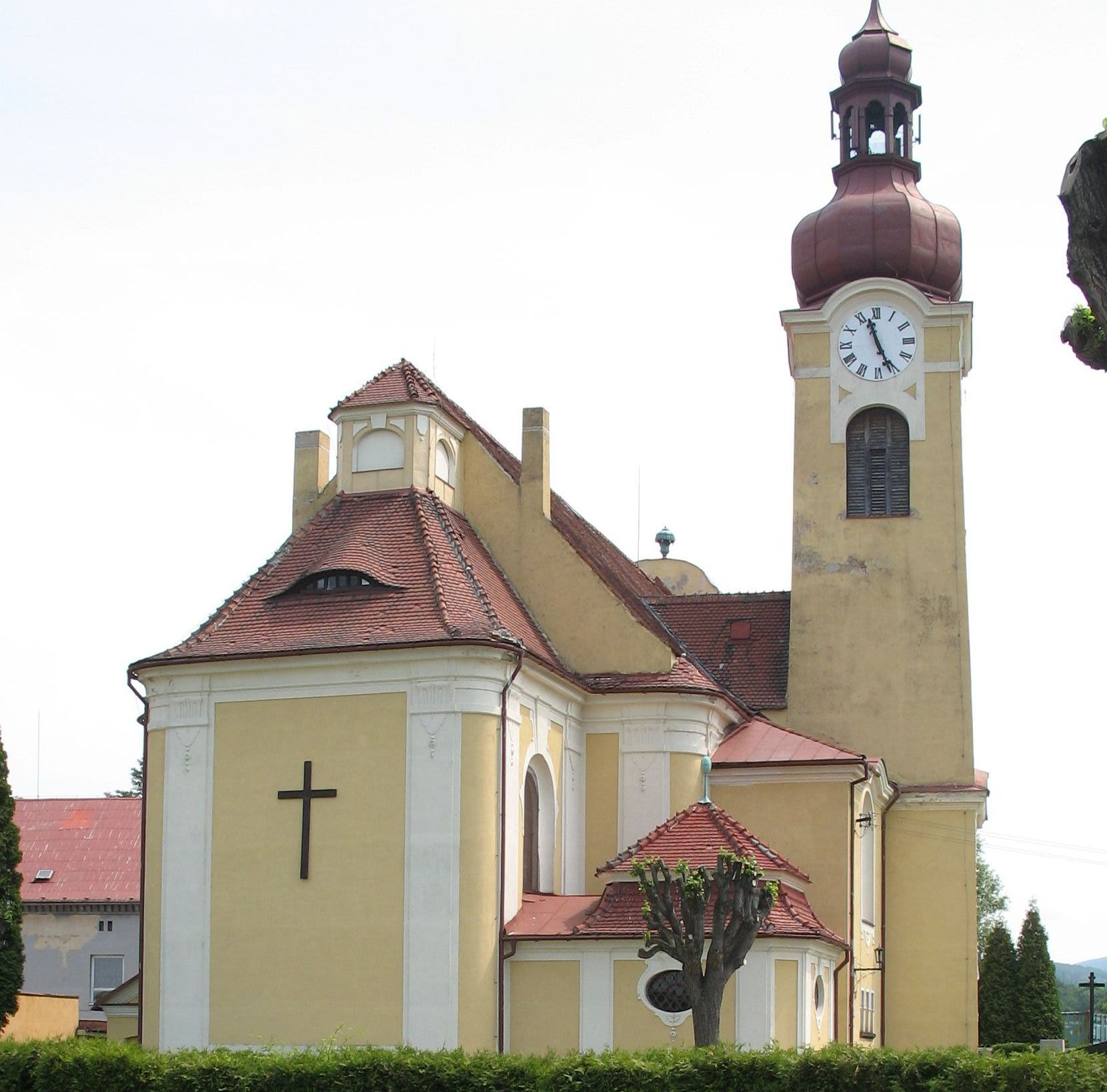
Kostel Nanebevzetí Panny Marie

- Chlum (495 m n. m.) – na severním okraji raspenavského katastru je znělcová kupa s prehistorickým sídlištěm Frýdlantska
- Skála Zvon (550 m n. m.) – jizerskohorská skála v národní přírodní rezervaci Poledník. Na jejím vrcholu stanuli poprvé lidé 26. června 1921. Výstup „Českou spárou“ byl ve své době považovaný za nejobtížnější v celých Jizerských horách (klasifikován je jako VIc).
- Kostel Nanebevzetí Panny Marie z let 1906-1907
- Na hřbitově je novogotická rodinná hrobka podnikatele Gustava Richtera, jejímž autorem je architekt Franz Neumann.[7]
- Zděný holubník
- Smírčí kříž s mečem a dvěma kříži[8]
- U zabitého mládence – pomníček na místě vraždy kovářského učně roku 1825
- Vila malíře Wenzla Franze Jägera (čp. 585), z roku 1899 od vídeňských architektů Franze von Krausse a Josefa Tölka
- Budova bývalé okresní spořitelny

## Osobnosti
- Josef Herbig (1837–1910), zemědělec a politik německé národnosti
- Wenzel Franz Jäger (1861-1928), také Franz Wilhelm Jäger - malíř a učitel německé národnosti

## Partnerská města
- Gryfów Śląski, Polsko
- Bischofswerda, Německo